# Acourtia pulchella
Acourtia pulchella là một loài thực vật có hoa trong họ Cúc. Loài này được L.Cabrera mô tả khoa học đầu tiên năm 1992.